# Força major
|  | Per a altres significats, vegeu «Força major (desambiguació)». |

La força major o causa major, també conegut com a mà de Déu o en llatí vis maior, és un fet que no es pot evitar i tampoc es pot preveure. Té gran importància, en Dret, a l'hora d'establir la responsabilitat pels danys.
Per exemple, quan una empresa no ofereix un servei per causa de força major, pot evitar el pagament dels danys, ja que no està a la seva mà poder evitar-la. L'existència d'una força major normalment allibera a una o ambdues parts d'un contracte de les seves obligacions contractuals.
Queden excloses la causes que no es poden evitar però sí preveure, que es denominen cas fortuït, i les negligències, que són casos que sí que es van poder evitar:
- Si una persona té contractat un viatge al Carib en una agència de viatges i se sap que un huracà va creuar aquesta zona. No es pot evitar que l'huracà devasti aquesta zona, però sí que pot anul·lar el viatge al client i retornar-li els diners.
- Si el subministrament elèctric falla a causa que queda espatllat un transformador per falta de manteniment. L'avaria era inesperada però era deguda a un manteniment negligent.
- Una altra exclusió seria en el cas que l'origen de la fallada fos desconegut. No es podria apel·lar per força major, perquè si no les empreses intentarien no descobrir o ocultar l'origen de la fallada.

En qualsevol cas, la clàusula de força major és habitual en els contractes, i serveix per cobrir possibilitats fora del control de les parts tals com a desastres naturals, guerres, etc. La seva interpretació té molta importància, perquè hi ha molts casos que estan en el límit entre força major i cas fortuït (com, per exemple, vagues que impedeixin prestar els serveis).
En Dret internacional, la força major es refereix a una força impossible d'evitar o de preveure, més enllà del control d'un Estat, i que fa impossible el compliment d'una obligació internacional.

## Diferències pràctiques entre cas fortuït i força major
Doctrinàriament, en Dret, el cas fortuït és el graó anterior a la força major: aquell esdeveniment que ni va poder ser previst ni, en cas d'haver-ho estat, podria haver-se evitat. La llei habitualment els dona un tractament similar, i fins i tot de vegades confon tots dos casos, però existeixen diferències. Si bé tots dos conceptes són difusos i en molts casos la legislació els confon, la doctrina coincideix a assenyalar que, si bé a vegades es pot obligar a un deutor a complir una obligació que va incomplir per cas fortuït, no es pot exigir mai una obligació que es va incomplir per força major.
La Llei dispositiva normalment eximeix tots dos casos, però es permet que es pacti en el contracte la responsabilitat en el cas fortuït.